# Mihail Movilă
Mihail Movilă sau Mihăilaș (n. secolul al XVI-lea – d. 1608, Țara Românească) a fost Domn al Moldovei de două ori (24 septembrie 1607 - octombrie 1607) și (noiembrie 1607 - decembrie 1607).

## Biografie
Este fiul lui Simion Movilă și al Marghitei Movilă și frate cu viitorul Domn al Țării Românești Gavril Movilă (a domnit între 1630–1634), și cu Domn al Moldovei, Moise Movilă (a domnit între 1616 și 1618–1620).
Ajunge pe tron după ce tatăl său Simion, moare otrăvit. Este detronat de cumnata și rivala mamei sale, Elisabeta Movilă, care îl aduce la domnie pe fiul ei Constantin Movilă.
Mihail fuge în decembrie 1607 la curtea lui Radu Șerban, Domn al Țării Românești, unde în scurt timp moare. Mormântul său se află în curtea Mănăstirii Dealu.